# Víctor Puerto
Víctor Sánchez Cerdá dit « Víctor Puerto », né le 29 août 1973 à Alcorcón (Espagne, province de Madrid), est un matador espagnol.

## Présentation
Víctor Puerto estoque son premier becerro, le 15 août 1989, dans le village natal de son père à Cabezarrubias del Puerto (province de Ciudad Real), en Espagne. Il prend le costume de lumières en 1990 au cours d'un spectacle donné à Villanueva de Córdoba, province de Cordoue.

## Carrière
- Débuts en novillada avec picadors : Alcázar de San Juan (Espagne, province de Ciudad Real) le 23 mars 1991, aux côtés de David Parra et José Moreno. Novillos de la ganadería de Gimenez Indarte.
- Présentation à Madrid : 1er mai 1993, aux côtés de « El Madrileño » et Juan Carlos García. Novillos de la ganadería de Juan José González.
- Alternative : Ciudad Real (Espagne) le 9 avril 1995. Parrain, « Litri », témoin, « Jesulín de Ubrique ». Taureaux de la ganadería de Luis Algarra.
- Confirmation d’alternative à Madrid : 28 mai 1996. Parrain, « Litri », témoin, « Jesulín de Ubrique ». Taureaux de la ganadería de Puerto de San Lorenzo.
- Confirmation d’alternative à Mexico : 19 novembre 2000. Parrain, Mariano Ramos ; témoin, Rafael Ortega[2].

## Style et évolution
« Solide et artiste à la fois, il s'est imposé comme pilier de toutes les ferias importantes. » À la fin de l'année 2002, il comptabilisait à son actif 499 corridas. Classé 3e à l'Escalafón 2000 ses performances ont été honorables assez longtemps puisqu'on le retrouve encore à la 35e place à l'Escalafón 2010 avec dix-sept corridas à égalité avec José Ignacio Uceda Leal.